# Angrogna
Angrogna – miejscowość i gmina we Włoszech, w regionie Piemont, w prowincji Turyn.
Według danych na rok 2004 gminę zamieszkiwało 777 osób, 20,4 os./km².